# Ортенберг (Баден)
Ортенберг (нем. Ortenberg) — община в Германии, в земле Баден-Вюртемберг.
Подчиняется административному округу Фрайбург. Входит в состав района Ортенау. Население составляет 3349 человек (на 31 декабря 2010 года). Занимает площадь 5,66 км².

## Достопримечательности
- Замок Ортенберг, постройки первой половины XIX в., возведённый на руинах разрушенного в XVII в. средневекового замка
- Церковь св. Варфоломея